# Nguyễn Thị Kim Hồng
Nguyễn Thị Kim Hồng (sinh năm 1972 tại Hải Phòng) là một nữ cầu thủ bóng đá người Việt Nam. Cô thi đấu ở vị trí thủ môn và từng thi đấu cho đội tuyển nữ quốc gia.

## Thành tích
Cùng đội tuyển nữ quốc gia:
- Vô địch Sea Games 2001 và 2003

Cá nhân:
- Quả bóng vàng Việt Nam 2002 dành cho cầu thủ nữ xuất sắc nhất.
- Cầu thủ xuất sắc nhất giải bóng đá nữ vô địch Quốc gia năm 1999.
- Thủ môn xuất sắc nhất giải bóng đá nữ vô địch Quốc gia năm 2000, 2002.